# Jean-Claude Biette
Jean-Claude Biette (6 de noviembre de 1942 - 10 de junio de 2003) fue un director cinematográfico de nacionalidad francesa. 

## Biografía
Nacido en París, Francia, fue colaborador de Cahiers du Cinéma a partir de 1964, dirigiendo numerosos cortometrajes entre 1961 y 1972. Él pasó varios años en Italia, durante los cuales tuvo la oportunidad de trabajar con Pier Paolo Pasolini. 
Participó en 1991, junto a Serge Daney, en la fundación de la revista Trafic. 
Jean-Claude Biette falleció a causa de un infarto agudo de miocardio el 10 de junio de 2003 en París.
Pierre Léon le dedicó un documental, Biette, estrenado en junio de 2013.

## Filmografía

### Director
Cortometrajes
- 1961 : La Poursuite[2]
- 1966 : Ecco ho letto
- 1968 : Attilio Bertolucci
- 1968 : Sandro Penna
- 1970 : Ce que cherche Jacques
- 1973 : La Sœur du cadre

Largometrajes
- 1977 : Le Théâtre des matières
- 1980 : Loin de Manhattan
- 1983 : L'Archipel des amours (segmento Pornoscopie)
- 1989 : Le Champignon des Carpathes
- 1993 : Chasse gardée
- 1995 : Le Complexe de Toulon
- 1999 : Trois ponts sur la rivière
- 2002 : Saltimbank

### Ayudante de dirección
- 1967 : Edipo rey, de Pier Paolo Pasolini (Jean-Claude Biette dirigió realización de la versión francesa de Saló o los 120 días de Sodoma (1975), de Pier-Paolo Pasolini)

### Actor
- 1970 : Les yeux ne veulent pas en tout temps se fermer ou peut-être qu'un jour Rome se permettra de choisir à son tour, de Straub-Huillet
- 1977 : La Machine, de Paul Vecchiali
- 1997 : Mange ta soupe, de Mathieu Amalric

### Traducción
- Lucio Colletti, Le Marxisme et Hegel, traducido del italiano por Jean-Claude Biette y Christian Gauchet, París, éditions Champ Libre, 1976